# (13) Égérie
Pour les articles homonymes, voir Égérie (homonymie).
(13) Égérie, internationalement (13) Egeria, est un gros astéroïde de la ceinture principale.

## Découverte
Il fut découvert par Annibale de Gasparis le 2 novembre 1850. Urbain Le Verrier, dont les calculs avaient mené à la découverte de Neptune, lui donna le nom de la nymphe (ou déesse, selon la source) Égérie d'Aricie, en Italie. Égérie était la femme de Numa Pompilius, second roi de Rome.

## Occultations

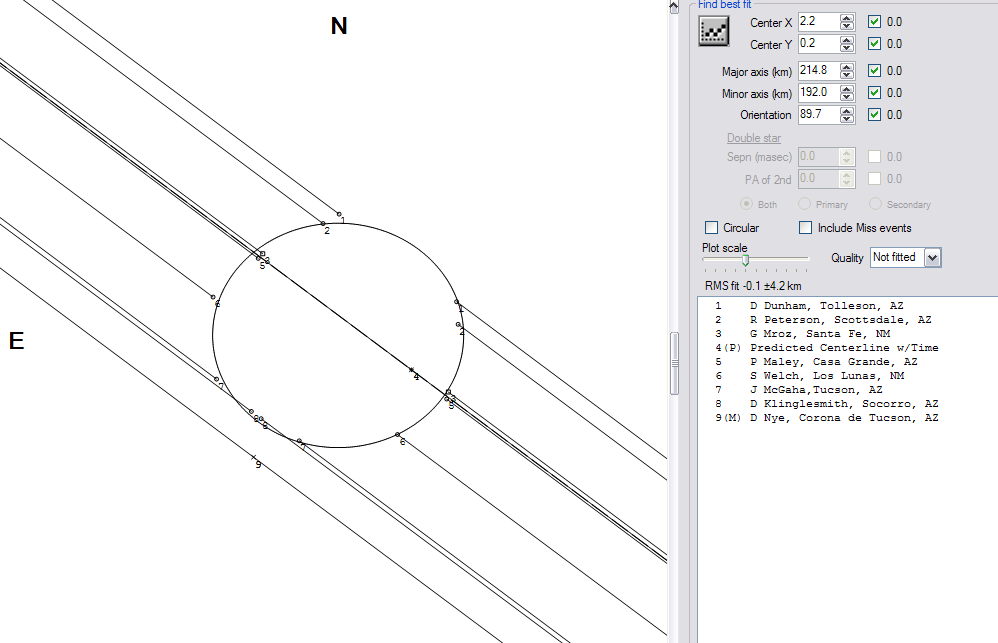
Visualisation de l'occultation d'étoile par (13) Égérie le 22 1 2008 (OCCULT4)

Égérie a occulté une étoile le 8 janvier 1992. À cette occasion, son disque fut déterminé d'aspect quasiment circulaire (217 × 196 km). Le 22 janvier 2008, il occulta une autre étoile, dont l'observation fut suivie par plusieurs observateurs depuis le Nouveau-Mexique et l'Arizona, coordonnées par le programme IOTA (Asteroid Occultation Program). Le résultat a montré qu'Égérie présente un profil approximativement circulaire à la Terre, de 214,8 × 192 km, parfaitement en accord avec l'occultation de 1992. L'astéroïde a également été étudié par radar.
En 1988, une recherche de satellites ou de poussière en orbite autour de cet astéroïde a été réalisée en utilisant le télescope UH88 des observatoires du Mauna Kea, mais l'effort fut vain. L'analyse spectrale d'Égérie montre une forte et inhabituelle teneur en eau, soit 10,5-11,5 % de la masse totale du corps céleste. Cela fait d'Égérie un candidat de premier plan pour les futurs projets miniers d'exploitation d'eau.